# David Archuleta (álbum)
David Archuleta é o álbum de estréia auto-intitulado do vice-campeão da sétima temporada do reality show American Idol, David Archuleta. O álbum foi lançado em 11 de novembro de 2008 nos Estados Unidos, pela Jive Records.
O álbum foi certificado Ouro pela Recording Industry Association of America, após vender 500 mil cópias no país. Depois, alcançou o número de 751 mil cópias vendidas nos Estados Unidos, e 968 mil mundialmente.

## Singles
"Crush" foi lançado em 1 de agosto de 2008 como o primeiro single do álbum. Estreou na segunda posição da Billboard Hot 100, obtendo 166 mil downloads digitais na primeira semana. Essa foi a melhor entrada de 2008 na parada até então, e a melhor estréia de um single de um ex-participante do American Idol que não havia sido cantado no programa. No total, o single vendeu cerca de 1,9 milhões de cópias.
O segundo single do álbum foi "A Little Too Not Over You", co-escrita por David Archuleta. Seu lançamento ocorreu em 6 de janeiro de 2009, e ele obteve aproximadamente 247 mil downloads digitais.
"Touch My Hand" foi lançado como terceiro single do álbum. Depois desse, "Angels", um cover de Robbie Williams, foi lançado como single promocional, e alcançou as posições #89 e #64 nos Estados Unidos e Canadá, respectivamente.

## Faixas
| N.º | Título                          | Compositor(es)                                              | Duração |  |
| 1.  | "Crush"                         | J. Cates, D. Hodges, E. Kiriakou                            | 3:32    |  |
| 2.  | "Touch My Hand"                 | S. Kipner, S. McEwan, W. Wilkins                            | 4:21    |  |
| 3.  | "Barriers"                      | S. Kipner, S. McEwan, W. Wilkins                            | 3:50    |  |
| 4.  | "My Hands"                      | Z. Bey, J. Fauntleroy, E. Kiriakou                          | 4:04    |  |
| 5.  | "A Little Too Not Over You"     | D. Archuleta, M. Gerrard, M. Krompass, R. Nevil             | 3:18    |  |
| 6.  | "You Can"                       | A. Armato, T. James                                         | 3:42    |  |
| 7.  | "Running"                       | J. Fauntleroy, K. Risto, W. Nugent, S. Russell, D. Torimiro | 3:35    |  |
| 8.  | "Desperate" (cover de Stanfour) | A. Carlsson, D. Child, K. Rethwisch, A. Rethwisch           | 3:41    |  |
| 9.  | "To Be with You"                | K. DioGuardi, E. Kiriakou                                   | 3:25    |  |
| 10. | "Don't Let Go"                  | D. Archuleta, J. Chasez, J. Harry                           | 3:47    |  |
| 11. | "Your Eyes Don't Lie"           | A. Armato, T. James, D. Karaoglu                            | 3:04    |  |
| 12. | "Angels"                        | G. Chambers, R. Williams                                    | 4:09    |  |

| Faixas bônus da Deluxe Edition (iTunes) |                                            |                                               |         |  |
| N.º                                     | Título                                     | Compositor(es)                                | Duração |  |
| 13.                                     | "Waiting for Yesterday"                    | David Hodges, Steven McMorran, Joy Williams   | 3:27    |  |
| 14.                                     | "Falling"                                  | David Archuleta                               | 4:32    |  |
| 15.                                     | "Let Me Go"                                | Thomas Meredith, Sheppard Solomon             | 3:46    |  |
| 16.                                     | "Somebody Out There" (apenas na pré-ordem) | David Archuleta, Mike Krompass, Steve Diamond | 3:42    |  |

| Faixa bônus no Wal-Mart |                |                                                    |         |  |
| N.º                     | Título         | Compositor(es)                                     | Duração |  |
| 13.                     | "Works for Me" | David Archuleta, Daniel Bedingfield, Toby Lightman | 3:17    |  |

| Edição britânica |                                                           |                                                    |         |  |
| N.º              | Título                                                    | Compositor(es)                                     | Duração |  |
| 1.               | "Crush"                                                   | J. Cates, D. Hodges, E. Kiriakou                   | 3:32    |  |
| 2.               | "Touch My Hand"                                           | S. Kipner, S. McEwan, W. Wilkins                   | 4:21    |  |
| 3.               | "Barriers"                                                | S. Kipner, S. McEwan, W. Wilkins                   | 3:50    |  |
| 4.               | "My Hands"                                                | Z. Bey, J. Fauntleroy, E. Kiriakou                 | 4:04    |  |
| 5.               | "A Little Too Not Over You"                               | D. Archuleta, M. Gerrard, M. Krompass, R. Nevil    | 3:18    |  |
| 6.               | "You Can"                                                 | A. Armato, T. James                                | 3:42    |  |
| 7.               | "Works for Me"                                            | David Archuleta, Daniel Bedingfield, Toby Lightman | 3:35    |  |
| 8.               | "Desperate"                                               | A. Carlsson, D. Child, K. Rethwisch, A. Rethwisch  | 3:41    |  |
| 9.               | "To Be with You"                                          | K. DioGuardi, E. Kiriakou                          | 3:25    |  |
| 10.              | "Don't Let Go"                                            | D. Archuleta, J. Chasez, J. Harry                  | 3:47    |  |
| 11.              | "Waiting for Yesterday"                                   | David Hodges, Steven McMorran, Joy Williams        | 3:27    |  |
| 12.              | "Angels"                                                  | G. Chambers, R. Williams                           | 4:09    |  |
| 13.              | "Save the Day" (faixa bônus)                              | M. Seminari, C. Nielsen, D. Baker                  | 3:53    |  |
| 14.              | "Crush (Blast Off Productions Radio Remix)" (faixa bônus) | Jess Cates, David Hodges, Emanuel Kiriakou         | 4:01    |  |

## Recepção da crítica
| Críticas profissionais | Críticas profissionais |
| Avaliações da crítica  | Avaliações da crítica  |
| Fonte                  | Avaliação              |
| ---------------------- | ---------------------- |
| About.com              | [ 11 ]                 |
| Allmusic               | [ 12 ]                 |
| Boston Globe           | (favorável)            |
| Entertainment Weekly   | (C+)                   |
| Los Angeles Times      | [ 14 ]                 |
| USA Today              | [ 15 ]                 |
| Yahoo! Music           | (favorável)            |

Segundo o Metacritic, que calculou uma média de 58/100, o álbum recebeu críticas geralmente "médias ou mistas". Bill Lamb, crítico do About.com, elogiou os vocais do cantor, mas afirmou que "as composições [do álbum] são muitas vezes suaves e sem inspiração", e "infelizmente, diversas vezes a voz de Archuleta é comprimida por outros sons, ao invés ser mostrada em sua simples beleza". Lamb concluiu citando as faixas "Crush", "Touch My Hand", "Running", "Desperate" e "Angels" como pontos altos do álbum e dizendo que "esse parece um bom começo para uma carreira promissora". No Allmusic, Stephen Thomas Erlewine chamou o álbum de "conservador" e disse que "Archuleta sussura calmamente melodias que nunca prendem, não importa o quanto ele cante bem". Erlewine finalizou descrevendo o álbum como "algo doce e seguro, totalmente antiquado e esquecível".
Em uma crítica para o Boston Globe, Joan Anderman disse que "felizmente, em um gênero em que a compulsão é errar para o lado da agitação, alguém esperto decidiu manter uma produção discreta e de bom gosto. A entrega de Archuleta é igualmente comedida e atraente". Ela citou a faixa "To Be with You" como "essencial".  Chris Willman, do Entertainment Weekly, escreveu que o álbum fornece "dicas de como sua ternura inata poderia ter triunfado, se não tivesse sido dominada pela mais genérica composição e produção que o dinheiro pode comprar". No Los Angeles Times, August Brown chamou "Crush" de "magistral", mas criticou outras faixas, dizendo que o resto do disco "está cheio de um inepto R&B modernista, semáforos cristãos como 'You Can', e o mesmo choramingo leite quente que faz David Cook, concorrente de Archuleta no Idol, soar como Robert Plant". Ken Barnes, do USA Today, escreveu que "Archuleta tem habilidades vocais precoces e poderia facilmente trabalhar com um material mais maduro, mas soaria falso. Ele tem todo o tempo do mundo para se tornar o próximo Josh Groban, se é isso que quer, mas, por agora, esse pop para adolescentes e pré-adolescentes combina perfeitamente com a sua personalidade pública".

## Paradas musicais
| Parada (2008)                  | Melhor posição |
| ------------------------------ | -------------- |
| Canadian Albums Chart          | 14             |
| Billboard 200                  | 2              |
| Paradas de final de ano (2009) | Melhor posição |
| Billboard 200                  | 59             |